# Tametsi futura prospicientibus
Tametsi futura prospicentibus ist eine Enzyklika von Papst Leo XIII. vom 1. November 1900. Zum Abschluss des bald endenden ersten Jahres im neuen Jahrhundert widmete er sich der Thematik „Christus als Erlöser“.

## Über die Erlösung
Dem Wort nach ließe Erlösung nur einen Teil dessen deutlich werden, was Gott mit der Welt und den sündigen Menschen, der mit der Erbsünde geboren worden sei, vollzogen habe. Erlösung sei ein aktives Handeln Gottes in Christus und im Geist zum Heil des Menschen.
Der eigentlich Handelnde sei Gott der Vater, er habe den Menschen durch das Geschenk der Gnade zu Gotteskindern auserkoren; im Gesamt des göttlichen Heilsgeschehens wird dem Vater mit seiner Gnade die Erlösung zugeschrieben; er habe durch die Propheten die Erziehung des Menschengeschlechtes auf Christus hin bezogen und übertrug dieses an seinen Sohn. Es lasse sich infolgedessen sagen, „Christus ist die Wahrheit und das Leben“.

## Christus der Erlöser und die Nächstenliebe
Das gesamte Leben Christi habe dem Heil gedient, der Errichtung des Gottesreiches. Die unvermischte und ungetrennte Einheit von Gott und Mensch in Christus sei der Ursprung der Erlösung. Jesus Christus sei in seiner Erlösertätigkeit am besten gekennzeichnet durch das biblische Wort „Mittler“: Er brachte den Menschen von Gott die Botschaft des Heiles und das Heil selbst. Von Gott her gesehen, sei die Erlösung gleichzusetzen mit der Versöhnung des Menschen mit Gott, ferner gehöre zu ihr die Genugtuung, dieses besage, dass Gott der Menschheit die Möglichkeit geschenkt habe, ihre Schuld vor ihm zu begleichen.
Gott hätte die Menschheit auch ohne den Tod Christi erlöst, er hätte die anderen Werke Christi als Genugtuung annehmen können. Der Papst schreibt zur Nächstenliebe:
„Aus dieser Quelle, über diesem Fundament gelangte der Mensch wieder zum Bewusstsein seiner eigenen Würde. Die Entdeckung, dass soziale Brüderlichkeit (sprich Nächstenliebe) notwendig ist, ließ die Herzen höher schlagen. Infolgedessen erreichten Rechte und Pflichten ihre Vollkommenheit oder befestigten sich darin. Gleichzeitig erstarkte die Tugend auf verschiedenen Gebieten in solchem Maße, wie es der Philosophie der Antike nicht vorstellbar gewesen war. Die Pläne der Menschen und ihr Verhalten nahmen eine andere Richtung. Und indem die Erkenntnis des Erlösers sich ausbreitete, und seine sittliche Kraft das Innerste der Gesellschaft durchdrang, wurden Unkenntnis und Laster des Altertums verscheucht und so jene Umwandlung bewirkt, die zur Zeit der christlichen Kultur das Angesicht der Erde vollständig erneuerte.“
Und hieraus schlussfolgert er, „dass Christus der Weg“ sei.

## Erlösung und Sakramente
Die Annahme der Erlösung durch den Menschen geschehe nur auf dem Weg über die Kirche, denn die Erlösung würde dem Menschen nur von Gott durch die Sakramente zuteil. Deshalb müsse sich der Mensch in Glaube, Hoffnung und Liebe für Gott öffnen und sein Leben aus der Rechtfertigung gestalten. Leo XIII. schreibt:
„Nachdem die Erlösung bewirkt und die Kirche gegründet war, erschien auf der Welt etwas wie das Erwachen aus einer langen, alten, hoffnungslosen Apathie. Der Mensch erblickte das Licht der Wahrheit, nach dem er viele Jahrhunderte hindurch vergeblich gesucht und verlangt hatte. Vor allem wurde ihm deutlich, dass er für viel höhere und herrlichere Güter geboren war, als die vergänglichen und unzuverlässigen, die mit den Sinnen wahrnehmbar sind und auf die er bisher seine Gedanken und Sorgen konzentriert hatte. Er verstand nun, daß sein ganzes Leben, das oberste Gesetz und Ziel, dem sich alles unterordnen muss, von Gott kommt, und dass wir eines Tages zu ihm zurückkehren müssen.“